# Kenneth Gangnes
Kenneth Gangnes (n. 15 mai 1989, Comuna Gjøvik, Oppland, Norvegia) este un fost săritor cu schiurile norvegian.

## Carieră

### Clasamente (loc)
| Sezon   | Total | SF | 4H | Turneul Nordic |
| ------- | ----- | -- | -- | -------------- |
| 2007–08 | –     | –  | –  | 50             |
| 2008–09 | –     | –  | –  | –              |
| 2009–10 | 90    | –  | 61 | –              |
| 2010–11 | 78    | 32 | 45 | N/A            |
| 2011–12 | 43    | 32 | 45 | N/A            |
| 2014–15 | 41    | 19 | –  | N/A            |
| 2015–16 |       |    | 4  | N/A            |

### Victorii
| No. | Sezon   | Dată             | Localitate  | Trambulină            | Mărime |
| --- | ------- | ---------------- | ----------- | --------------------- | ------ |
| 1   | 2015–16 | 6 decembrie 2015 | Lillehammer | Lysgårdsbakken HS 100 | NH     |